# Gastrolobium parviflorum
Gastrolobium parviflorum là một loài thực vật có hoa trong họ Đậu. Loài này được (Benth.) Crisp miêu tả khoa học đầu tiên.